# حزب کارگران و دهقانان نپال
حزب کارگران و دهقانان نپال (به نپالی: नेपाल मजदुर किसान पार्ती، به انگلیسی: Nepal Workers Peasants Party) حزبی سیاسی کمونیست در نپال است. حزب در سال ۱۹۷۶ در پی ادغام «گروه روهیت»، «سازمان انقلابی رنجبران، نپال» و «کیسان سامیتی» (جماعت دهقانان) ایجاد شد.
رهبر کنونی حزب نارایان مان بیژوکچه (معروف به 'رفیق روهیت') است. سازمان جوانان حزب «اتحاد جوانان انقلابی نپال» (Nepal Revolutionary Youth Union) است. سازمان طلبه حزب «اتحاد دانشجویان انقلابی نپال» (Nepal Revolutionary Students Union) است.
در انتخابات مجلس ۱۹۹۹ حزب ۴۸۶۸۵ رای (۰٫۴۱٪، ۱ کرسی) دریافت کرد.